# Certificados de recebíveis do agronegócio
Certificados de recebíveis do agronegócio CRA, é um tipo de investimento financeiro do Brasil consistindo de títulos de renda fixa lastreados em recebíveis de negócios entre produtores rurais ou suas cooperativas, e terceiros, abrangendo financiamentos ou empréstimos relacionados à produção, à comercialização, ao beneficiamento ou à industrialização de produtos, insumos agropecuários ou máquinas e implementos utilizados na produção agropecuária.
CRAs são um investimento de renda fixa e por isso o investidor tem a previsão do fluxo de caixa das remunerações e amortizações do título. O regime fiduciário, o regime instituído sobre créditos que lastreiam a emissão, garante a segregação do risco da emissora, ou seja, caso a securitizadora tenha dificuldades financeiras, o pagamento para os investidores não será afetado, uma vez que os recebíveis estão segregados do patrimônio da emissora. CRAs são isentos de imposto de renda para pessoas físicas, e pagamento de juros ocorre também de forma periódica podendo ser mensal, semestral ou anual.

## Legislação
O CRA é de Emissão Exclusiva das Companhias Securitizadoras de Direitos Creditórios do Agronegócio. Lei 11.076/04, art. 36, Parágrafo Único.
- Lei 6.385/76 (Lei do Mercado de Capitais e da CVM)
- Lei 6.404/76 (Lei das S.A.)
- Lei 11.076/04 (Lei dos Títulos Agro – entre eles, o CRA)

## Funcionamento
As empresas cedem seus recebíveis para uma securitizadora, que emitirá os CRAs e os disponibilizará para negociação no mercado de capitais, geralmente com o auxílio de uma instituição financeira como bancos ou empresas de investimento; por fim, a securitizadora irá pagar a empresa pelos recebíveis cedidos. Desse modo, a empresa conseguirá antecipar o recebimento de seus recebíveis.